# Segona circumscripció d'Osaka
La circumscripció 2a d'Osaka (大阪府第2区, Ōsaka-fu Dai 2 ku) és una circumscripció electoral japonesa, una de les 19 pertanyents a la prefectura d'Osaka. La circumscripció es creà l'any 1994 i va funcionar per primera vegada a les eleccions generals japoneses de 1996. La circumscripció comprèn part de la ciutat i municipi d'Osaka i, en concret, els seus districtes d'Ikuno, Abeno, Higashi-Sumiyoshi i Hirano. Des de 1994 fins 2017, la circumscripció no comprenia el districte d'Ikuno, present a la circumscripció 1a d'Osaka.

## Composició
| Representant     | Partit | Partit | Termini   |
| ---------------- | ------ | ------ | --------- |
| Megumu Satō      |        | PNP    | 1996-2000 |
| Akira Satō       |        | PLD    | 2000-2005 |
| Shika Kawajō     |        | PLD    | 2005-2009 |
| Hitoshi Hagihara |        | PD     | 2009-2012 |
| Akira Satō       |        | PLD    | 2012-     |